# De dreiging van Callisto
De dreiging van Callisto (Engelse titel: The Early Asimov) is een sciencefictionverhalenbundel uit 1977 van de Amerikaanse schrijver Isaac Asimov. Het boek omvat een aantal van de vroege werken van de schrijver, geschreven in de periode 1939-1940.

## Korte verhalen
1. De dreiging van Callisto (The Callisto Menace, 1940)
2. Het geheime zintuig (The Secret Sense, 1941)
3. Halfbloed (Half-breed, 1940)
4. Het luisterrijke bezit (The Magnificent Possession, 1940)
5. Ring om de zon (Ring around the Sun, 1940)
6. Trends (Trends, 1939)
7. Een wapen, te vreselijk om te gebruiken (A Weapon Too Dreadful to Use, 1939)
8. Zwarte broeder van de vlam (Black Friar of the Flame, 1942)